# Petter Bruer Hanssen
Petter Bruer Hanssen (Tønsberg, 8 gennaio 1986) è un calciatore norvegese, centrocampista dell'Arnadal.

## Carriera

### Club
Bruer Hanssen ha iniziato la carriera con la maglia dello Stokke, formazione militante nelle serie inferiori del campionato norvegese. Nel 2003 è passato al Tønsberg, in 2. divisjon.
Con questa maglia, ha contribuito alla promozione in 1. divisjon arrivata al termine del campionato 2004. Ha esordito in questa divisione in data 10 aprile 2005, schierato titolare nella sconfitta casalinga per 1-2 contro lo Skeid. Il 17 aprile ha trovato il primo gol, nel pareggio per 1-1 maturato sul campo del Sandefjord. Al termine di quella stessa annata, il Tønsberg è retrocesso in 2. divisjon, con Bruer Hanssen che vi è rimasto in forza per un'ulteriore annata.
Nel 2007 è passato all'Odd Grenland, squadra militante in Eliteserien: ha esordito nella massima divisione locale il 16 maggio, subentrando a Fernando de Ornelas nella sconfitta per 1-0 sul campo dello Stabæk. Il 20 maggio ha segnato la prima rete per l'Odd Grenalnd: è stata sua la marcatura del definitivo 0-5 in casa dello Svarstad, in un match valido per l'edizione stagionale del Norgesmesterskapet. Al termine del campionato 2007, l'Odd Grenland è retrocesso in 1. divisjon.
Nella finestra di trasferimento estiva della stagione 2008, Bruer Hanssen è passato allo Start, sempre in 1. divisjon. Il 20 settembre ha debuttato nella nuova squadra, sostituendo Leif Otto Paulsen nella sconfitta casalinga per 1-2 contro il Bryne. Alla fine del campionato, lo Start ha conquistato la promozione in Eliteserien. Bruer Hanssen è rimasto in squadra sino al termine del campionato 2011, svincolandosi al termine dello stesso.
Nel 2012 ha fatto quindi ritorno allo Stokke, in 4. divisjon. Negli anni seguenti, è stato in forza al Bygdø Monolitten ed all'Arnadal.

### Nazionale
Bruer Hanssen ha debuttato per la Norvegia under 21 in data 3 giugno 2007, nella vittoria per 0-1 contro l'Estonia: è entrato in campo in luogo di Kevin Larsen ed ha realizzato allo scadere la rete della vittoria. In totale, ha collezionato 9 presenze con l'Under-21 norvegese, con una rete.

## Statistiche

### Presenze e reti nei club
Statistiche aggiornate al 1º marzo 2018.
| Stagione            | Club                | Campionato          | Campionato | Campionato | Coppe nazionali | Coppe nazionali | Coppe nazionali | Coppe continentali | Coppe continentali | Coppe continentali | Supercoppe | Supercoppe | Supercoppe | Totale | Totale |
| Stagione            | Club                | Comp                | Pres       | Reti       | Comp            | Pres            | Reti            | Comp               | Pres               | Reti               | Comp       | Pres       | Reti       | Pres   | Reti   |
| ------------------- | ------------------- | ------------------- | ---------- | ---------- | --------------- | --------------- | --------------- | ------------------ | ------------------ | ------------------ | ---------- | ---------- | ---------- | ------ | ------ |
| 2001                | Stokke              | ?                   | ?          | ?          | -               | -               | -               | -                  | -                  | -                  | -          | -          | -          | ?      | ?      |
| 2002                | Stokke              | ?                   | ?          | ?          | -               | -               | -               | -                  | -                  | -                  | -          | -          | -          | ?      | ?      |
| 2003                | Tønsberg            | 2D                  | ?          | ?          | CN              | ?               | ?               | -                  | -                  | -                  | -          | -          | -          | ?      | ?      |
| 2004                | Tønsberg            | 2D                  | ?          | ?          | CN              | ?               | ?               | -                  | -                  | -                  | -          | -          | -          | ?      | ?      |
| 2005                | Tønsberg            | 1D                  | 21         | 3          | CN              | ?               | ?               | -                  | -                  | -                  | -          | -          | -          | 21+    | 3+     |
| 2006                | Tønsberg            | 2D                  | ?          | ?          | CN              | ?               | ?               | -                  | -                  | -                  | -          | -          | -          | ?      | ?      |
| Totale Tønsberg     | Totale Tønsberg     | Totale Tønsberg     | 21+        | 3+         |                 | ?               | ?               |                    | -                  | -                  |            | -          | -          | 21+    | 3+     |
| 2007                | Odd Grenland        | ES                  | 20+2       | 0          | CN              | 6               | 1               | -                  | -                  | -                  | -          | -          | -          | 28     | 1      |
| gen.-ago. 2008      | Odd Grenland        | 1D                  | 6          | 0          | CN              | ?               | ?               | -                  | -                  | -                  | -          | -          | -          | 6+     | 0+     |
| Totale Odd Grenland | Totale Odd Grenland | Totale Odd Grenland | 26+2       | 0          |                 | 6+              | 1+              |                    | -                  | -                  |            | -          | -          | 34+    | 1+     |
| ago.-dic. 2008      | Start               | 1D                  | 1          | 0          | CN              | -               | -               | -                  | -                  | -                  | -          | -          | -          | 1      | 0      |
| 2009                | Start               | ES                  | 26         | 0          | CN              | 3               | 0               | -                  | -                  | -                  | -          | -          | -          | 29     | 0      |
| 2010                | Start               | ES                  | 16         | 0          | CN              | 4               | 0               | -                  | -                  | -                  | -          | -          | -          | 20     | 0      |
| 2011                | Start               | ES                  | 14         | 0          | CN              | 2               | 0               | -                  | -                  | -                  | -          | -          | -          | 16     | 0      |
| Totale Start        | Totale Start        | Totale Start        | 57         | 0          |                 | 9               | 0               |                    | -                  | -                  |            | -          | -          | 66     | 0      |
| 2012                | Stokke              | 4D                  | ?          | ?          | -               | -               | -               | -                  | -                  | -                  | -          | -          | -          | ?      | ?      |
| Totale Stokke       | Totale Stokke       | Totale Stokke       | ?          | ?          |                 | -               | -               |                    | -                  | -                  |            | -          | -          | ?      | ?      |
| 2014                | Bygdø Monolitten    | 4D                  | ?          | ?          | -               | -               | -               | -                  | -                  | -                  | -          | -          | -          | ?      | ?      |
| 2017                | Arnadal             | 6D                  | ?          | ?          | -               | -               | -               | -                  | -                  | -                  | -          | -          | -          | ?      | ?      |
| Totale              | Totale              | Totale              | 117        | 1          |                 | 14              | 0               |                    | 12                 | 1                  |            | -          | -          | 143    | 1      |